# Estación Edson Queiroz
Edson Queiroz es la decimoprimera y última estación de la Línea Este del Metro de Fortaleza.

## Características
Será implantada en el eje de la avenida Washington Soares entre las avenidas del contorno y Desembargador Floriano Benevides. Esa ubicación busca atender a los dos polos de gran demanda de la región que son: la Unifor y el Fórum Clóvis Beviláqua. La estación contara con tres accesos siendo dos para atender el fórum y la Unifor y el otro en el lado opuesto de la avenida Washington Soares. Junto al tercer acceso serán implantadas las salas técnicas y operacionales y un conjunto de comercios.
- Datos: Q17854941